# Isabell Kristensen
Helle Lissi Kristensen (ofte kendt som Isabell Kristensen og Helle Isabell Harakis, født 1. maj 1963 i Hellerup, Danmark) er en dansk haute couture designer med egne butikker i London og Monaco.

## Baggrund, uddannelse og private forhold
Kristensen er født den 1. maj 1963 i Hellerup som datter af en civilingeniør og en universitetsunderviser, og hun har to søskende.
Isabell Kristensen er mor til fire børn, som hun har med sin eksmand. Isabell Kristensen har i dag base i London og er gift med koncertarrangøren Kim Worsøe.
Modsat hvad der har været udtalt, er hun ikke uddannet fra St. Martins School of Art and Design i London.

## Designs
I august 2002 designede hun kollektionen "O" by isabell kristensen. I november designede hun sin første juvelkollektion for Georg Jensen. kolletionen hed "Amour".